# Notre-Dame du Sacré-Cœur

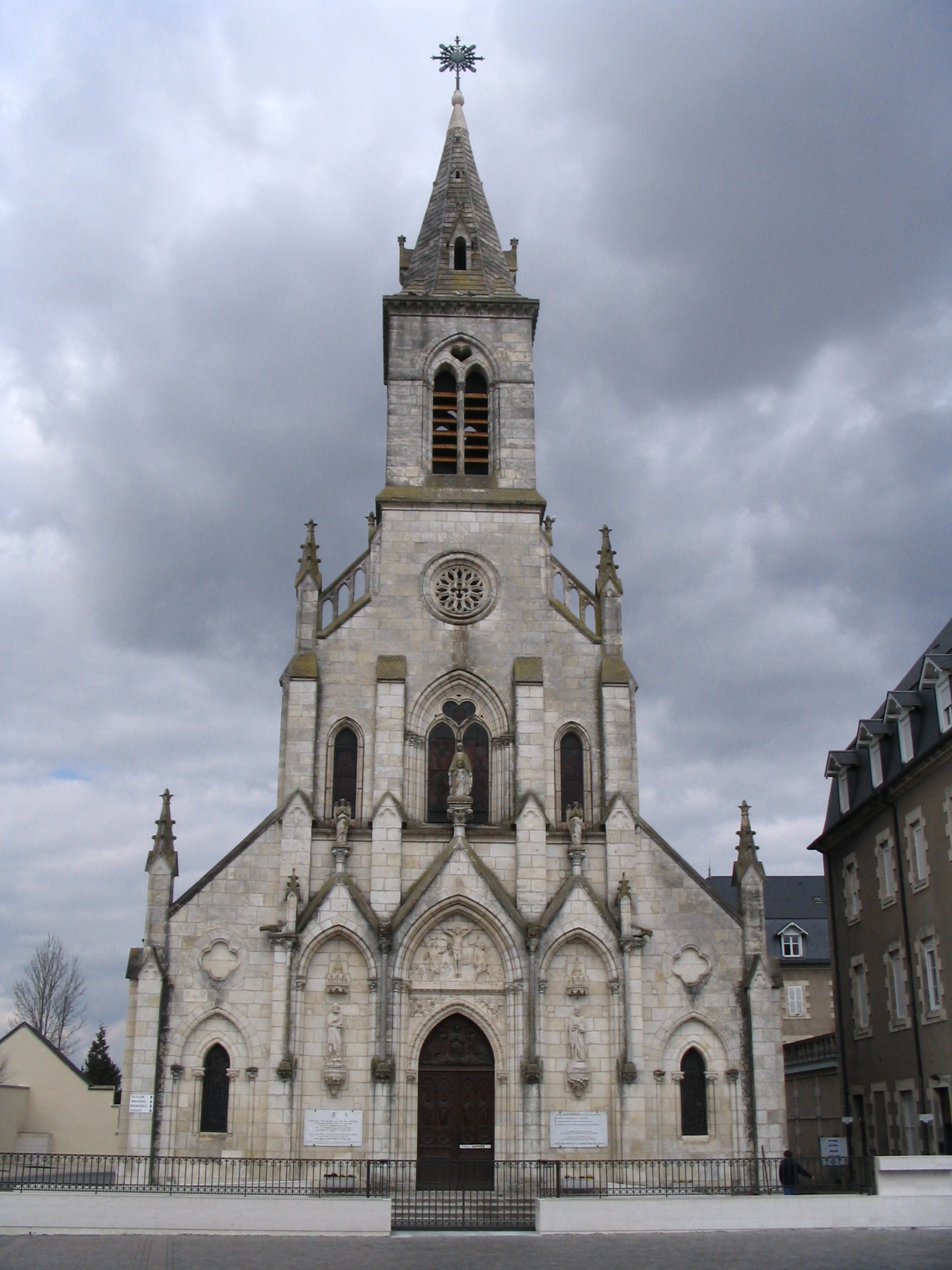
Basilika Notre-Dame du Sacré-Coeur

Die Basilika Notre-Dame du Sacré-Cœur ist eine römisch-katholische Kirche in Issoudun im französischen Département Indre der Region Centre-Val de Loire. Die Wallfahrtskirche des Erzbistums Bourges ist dem Heiligsten Herzen Jesu gewidmet und trägt den Titel einer Basilica minor. Die neugotische Kirche wurde Mitte des 19. Jahrhunderts als Zentrum der Herz-Jesu-Missionare durch Pater Jules Chevalier initiiert, Pfarrer von St-Cyr in Issoudun.

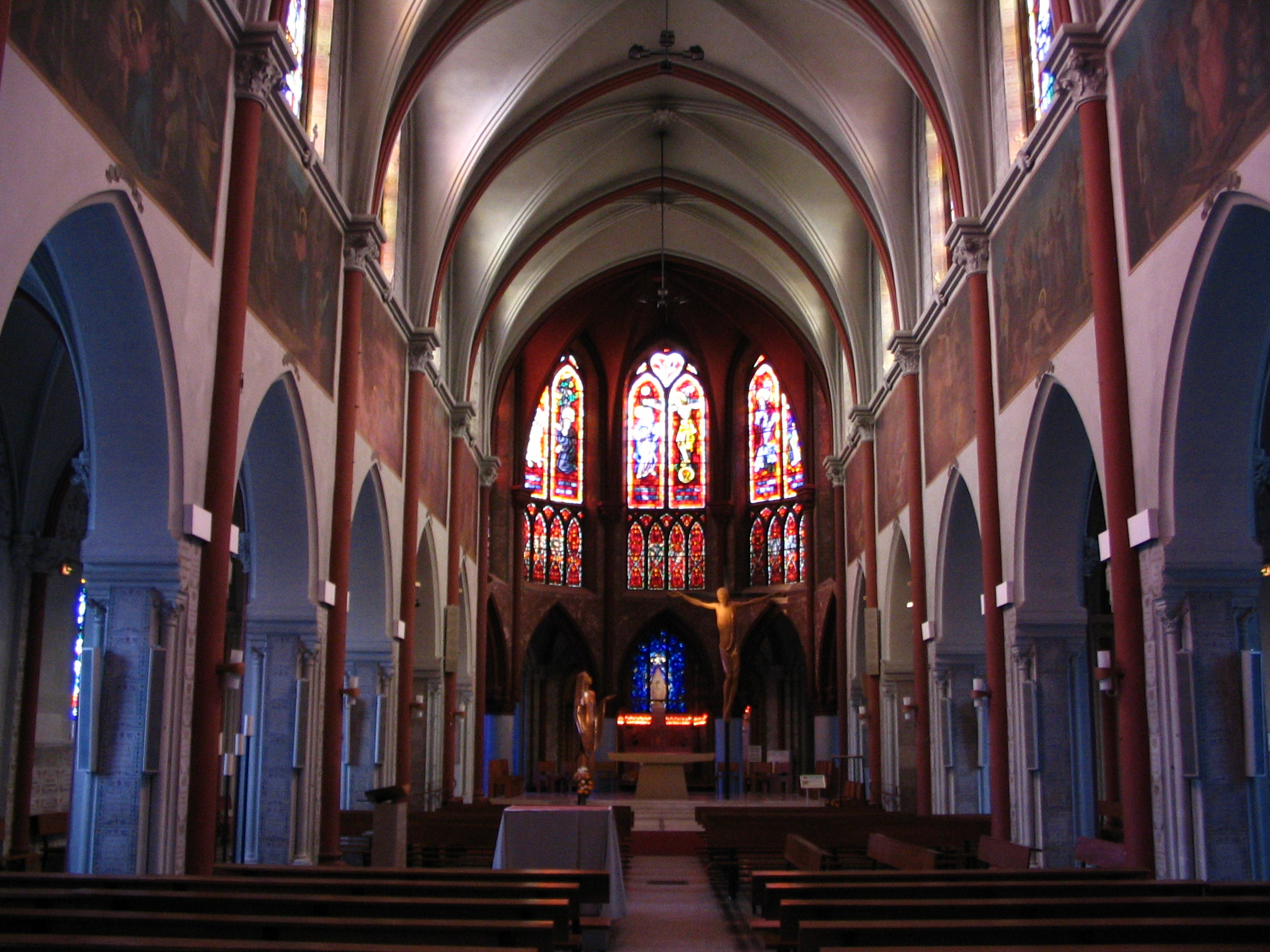
Innenraum

## Geschichte
Pater Chevalier gründete 1854 die Ordensgemeinschaft Missionaires du Sacre Cœur und weitere Kongregationen mit heute mehr als 5000 Mitgliedern in der ganzen Welt. Am Ordenssitz baute er neben dem Kloster aus Spenden die dreischiffige Basilika in den Abschnitten vom Chor bis zur Mitte der Kirche, weiter bis zum Eingang mit dem Turm sowie die Krypta mit der darüber liegenden Marienkapelle. Die Kirchweihe erfolgte am 2. Juli 1864. Die Marienstatue wurde am 8. September 1869 im Namen von Papst Pius IX. gekrönt, der die Kirche 1874 zur Basilica minor erhob. Es wurde die mittelalterliche Marienwallfahrt jetzt zu Unserer Lieben Frau vom Heiligsten Herzen neu aufgenommen.

## Ausstattung
Der große Kreuzweg im Kirchenschiff stammt vom Ende des 19. Jahrhunderts. Die heutige Innenausmalung des Hauptschiffs wurde 1968 und der Marienkapelle 1969 geschaffen. In dieser steht eine Marienstatue Unserer Lieben Frau vom heiligen Herzen, aus Carrara-Marmor, das Jesuskind zeigt sein Herz und weist auf seine Mutter. Neben der Marienkapelle liegt rechts der Eingang zur Krypta der Basilika.
In der Kirche sind viele Votivbilder zu sehen, zu denen auch zwei Glasbilder aus Anlass des Krieges von 1870 gehören. Die Buntglasfenster im oberen Teil der Basilika (Kirchenschiff und Chor) stammen aus den 1950er Jahren, entworfen von André-Louis Pierre aus Paris und hergestellt von der Werkstatt Dettviller et Tillier in Issoudun.